# Wir wollen niemals auseinandergehn (Film)
Wir wollen niemals auseinandergehn ist eine deutsche Musikfilmkomödie aus dem Jahre 1960 von Harald Reinl. In den Hauptrollen spielen Adrian Hoven und Vivi Bach.

## Handlung
Die hübsche, junge, italienische Ziegenhirtin Marisa ist eine begeisterte Hobbysängerin. Der smarte Komponist Guido Terni hält sich zu dieser Zeit gerade in Marisas Dorf auf, um in aller Abgeschiedenheit und Ruhe Lieder für die kommende Revue zu komponieren. Er hört en passant Marisas Lieblingslied und klaut es ihr quasi via Gehör, um es für seine Revue zu benutzen. Derweil wird ihr Freund Tonio zum Militär eingezogen und geht zur italienischen Marine. Da nimmt Marisa ein Angebot von Ternis Boss, dem Theaterdirektor, an. Dieser hält das Mädel für ein großes Talent und überredet sie dazu, professionell zu singen.
Marisa folgt ihm nach Rom, wo der Manager aus der Unschuld vom Lande einen großen Star zu machen verspricht. Für Marisa ist dies die Gelegenheit, bekannten Persönlichkeiten näher zu kommen. Sie erhofft auf diesem Wege Marcello Ponella, den Vater ihres Liebsten, der eine Kandidatur zum Bürgermeister anstrebt, tatkräftig unterstützen zu können. Es folgen nun zahlreiche Verwicklungen mit den genreüblichen Ingredienzien Liebesgeplänkel, Eifersuchtsszenen, Missverständnissen und schlussendlichen Versöhnungen. Am Schluss aber ist das Happy End unvermeidbar, und Marisa bekommt nicht nur ihre Liebe, sondern kann sich auch als Schlagersängerin durchsetzen.

## Produktionsnotizen
Wir wollen niemals auseinandergehn, ein Nebenwerk Reinls, entstand zwischen dem 13. Oktober und dem 19. November 1960 in den CCC-Studios in Berlin-Spandau sowie auf der Insel Ischia (Außenaufnahmen). Die Uraufführung erfolgte am 21. Dezember 1960 im Mainzer Residenz Filmtheater.
Die Filmbauten entwarf Emil Hasler, die Ausstattung besorgte Walter Kutz. Für die Kostüme zeichnete Manon Hahn verantwortlich. Es war ihre letzte Tätigkeit für den Kinofilm. Georg M. Reuther hatte die Herstellungsleitung, Willy Egger die Produktionsleitung.
Michael Jary arbeitete auch hier, wie schon seit vielen Jahrzehnten, mit seinem Haustexter Bruno Balz zusammen. Weitere Textbeiträge lieferten u. a. Charly Niessen (auch Lieder), Veit Relin und Klaus Munro. Ebenfalls fand ein Lied (mitsamt Text) von Edith Piaf Verwendung.

## Kritiken
Paimann’s Filmlisten resümierte: „Wieder einmal ein Handlungsminimum, wenig überzeugend und nur Anlaß für Intermezzi sowie parodistische Revuefragmente. Kaum einfallsreich aber in anziehender südlicher Landschaft aufbereitet, mit sympathischen Schauspielern …“

„Flaue Schnulze für Schlagerfans.“